# Songambele (Kyerwa)
Songambele è una circoscrizione rurale (rural ward) della Tanzania situata nel distretto di Kyerwa, regione del Kagera. Conta una popolazione di 19 459 abitanti (censimento 2012).